# Выпечка

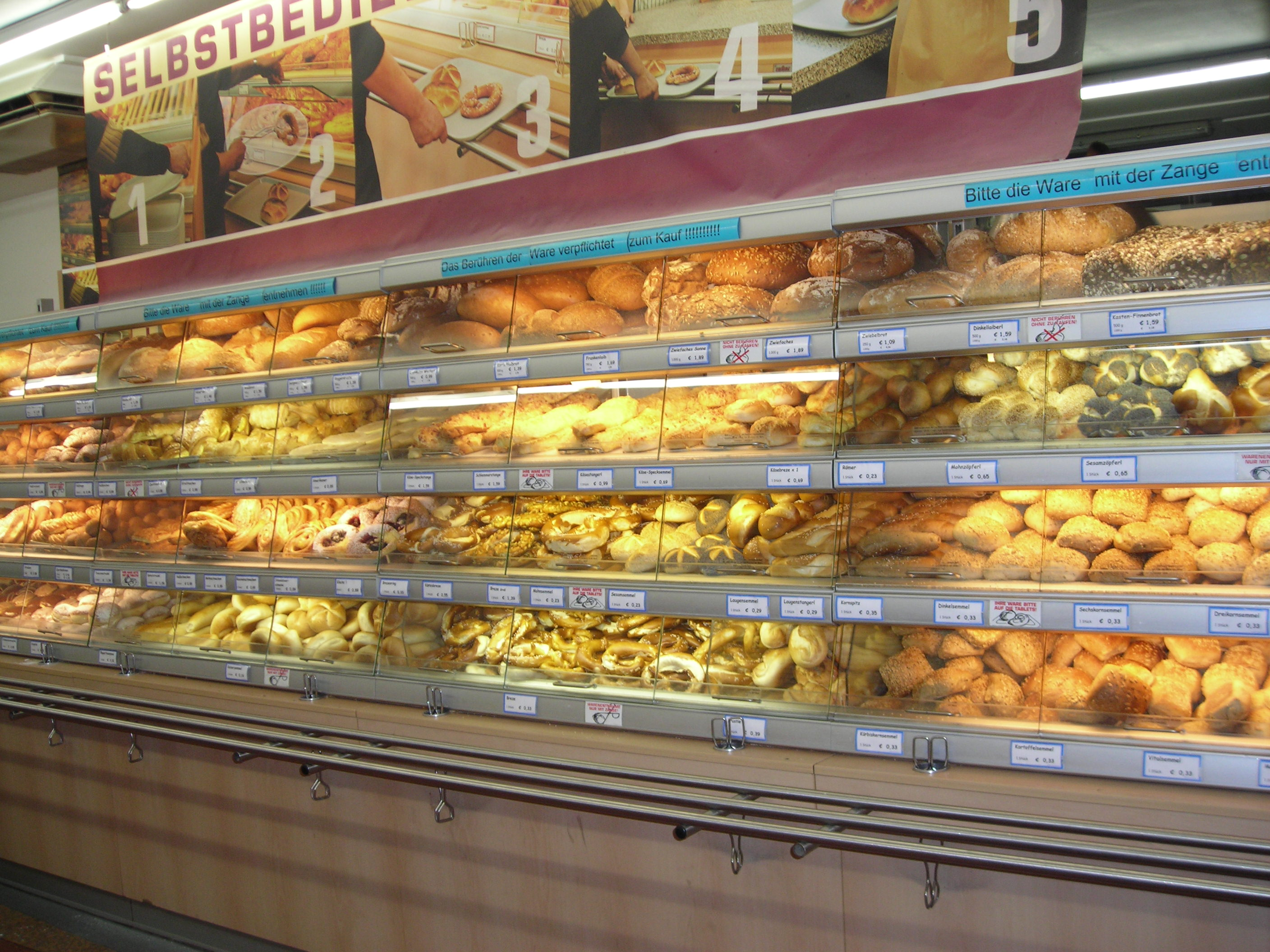
Выпечка в отделе самообслуживания в одной из булочных Мюнхена

Вы́печка — общее название для хлебобулочных и кондитерских изделий, изготавливаемых методом выпекания, а также сам этот процесс.
Мелкоштучные хлебобулочные изделия — выпечка преимущественно из хлебного теста весом до 200 граммов (булочки, рогалики, круассаны).
Кондитерские изделия выполняются из других видов теста, преимущественно с добавлением жиров и сахара. Сюда также относятся и несладкие изделия с длительным сроком хранения (галеты, крекеры, солёные палочки, брецели). Классическими видами кондитерских изделий являются печенье, пироги и торты.
В старину у многих народов именно по мастерству приготовления выпечки оценивалась готовность женщины вступить в брак. Значительная доля хлебобулочных изделий производится в домашних хозяйствах и на производствах малых форм (в пекарнях, булочно-кондитерских лавках, кафе). Механизированное хлебопечение на хлебозаводах характерно в большей степени для СССР и стран постсоветского пространства, промышленный выпуск других категорий хлебобулочных изделий (прежде всего, хлебных закусок и мучнистых кондитерских изделий) характерен для большинства индустриально развитых стран.